# 祝徽
祝徽（1568年—1634年），字文柔，號懷服，江西臨川縣人，明末文學家、官員。

## 生平
天啓元年辛酉科舉人，二年联捷壬戌科（1622年）進士。兵部观政，三年授行人司行人。崇祯元年（1628年）考选，擢山東道監察御史，巡视北城，又巡按山西及兩浙鹽政，祝徽任巡盐御史时，与巡按御史毕佐周皆擅自鞭挞指挥使。崇祯帝以指挥秩崇，非御史可挞，下令禁止。